# Tragedy
Tragedy és un grup estatunidenc de música hardcore punk format a Memphis i ara radicat a Portland. El grup es va formar l'any 2000 de les cendres dels grups His Hero Is Gone i Deathtreat. L'estil de la banda està influït per bandes de D-beat com Discharge amb un so crust punk pesat i lletres apocalíptiques.

## Membres
- Todd Burdette - guitarra i veu (1999-present; membre també de Deathreat, Severed Head of State, Trauma, Warcry, Copout, Rueben James, His Hero Is Gone, Funeral i Call the Police)
- Yannick Lorrain - guitarra (1999-present; antigament membre de His Hero Is Gone, Union of Uranus i Double Think)
- Billy Davis - baix i veu (1999-present; també membre de Deathreat i Trauma, antigament de Face Down, From Ashes Rise i Copout)
- Paul Burdette - bateria (1999-present; també de Deathreat i Criminal Damage, antigament de His Hero is Gone, Face Down, Rueben James, Call the Police i Well Away)

## Discografia
- 2000 - Tragedy (Tragedy Records)[2]
- 2001 - Tragedy (Skuld Releases)
- 2002 - Can We Call This Life? (Tragedy Records)
- 2002 - Vengeance (Tragedy Records)
- 2002 - Split amb Desobediencia Civil (bootleg)
- 2003 - Vengeance (Skuld Releases)
- 2003 - Split 7" amb Totalitär (Armageddon Label)
- 2004 - UK 2004 Tour EP (Tragedy Records)
- 2006 - Nerve Damage (Tragedy Records)
- 2012 - Darker Days Ahead (Tragedy Records)
- 2018 - Fury (Tragedy Records)[3]